# Duikeenden
Duikeenden (Aythyinae) zijn 17 soorten uit de onderfamilie Anatinae. Tot de duikeenden behoren onder andere de kuifeend, de tafeleend en de krooneend. Duikeenden zijn nauw verwant aan grondeleenden (Anatini).
Duikeenden zoeken hun voedsel, zoals hun naam al zegt, voornamelijk duikend onder water. Ze grondelen dus zelden. Daarom is hun lichaam gedrongener dan dat van grondeleenden. Ook hebben duikeenden weinig drijfvermogen en liggen ze daardoor diep in het water.
Bovendien zitten hun poten ver naar achteren onder het lichaam. Dit is handig bij de voortbeweging onder water, maar het lopen op het land gaat daardoor minder goed. Ze lopen met een meer opgerichte houding. Hun vleugels hebben vaak een lichte streep en geen spiegel, zoals bij grondeleenden.
Het zijn goede vliegers, al stijgen ze moeizaam met een aanloop uit het water op.

## Soorten
- onderfamilie Aythyinae
  - Geslacht Marmaronetta
    - Marmereend (Marmaronetta angustirostris)

  - Geslacht Netta (onder voorbehoud inclusief Rhodonessa)
    - Rozekopeend (Netta caryophyllacea)
    - Krooneend (Netta rufina)
    - Bruine krooneend (Netta erythrophthalma)
    - Peposaka-eend (Netta peposaca)

  - Geslacht Aythya
    - Aythya affinis (Kleine toppereend)
    - Aythya americana (Roodkopeend)
    - Aythya australis (Australische witoogeend)
    - Aythya baeri (Baers witoogeend)
    - Aythya collaris (Ringsnaveleend)
    - Aythya ferina (Tafeleend)
    - Aythya fuligula (Kuifeend)
    - Aythya innotata (Madagaskarwitoogeend)
    - Aythya marila (Topper)
    - Aythya novaeseelandiae (Nieuw-Zeelandse topper)
    - Aythya nyroca (Witoogeend)
    - Aythya valisineria (Grote tafeleend)

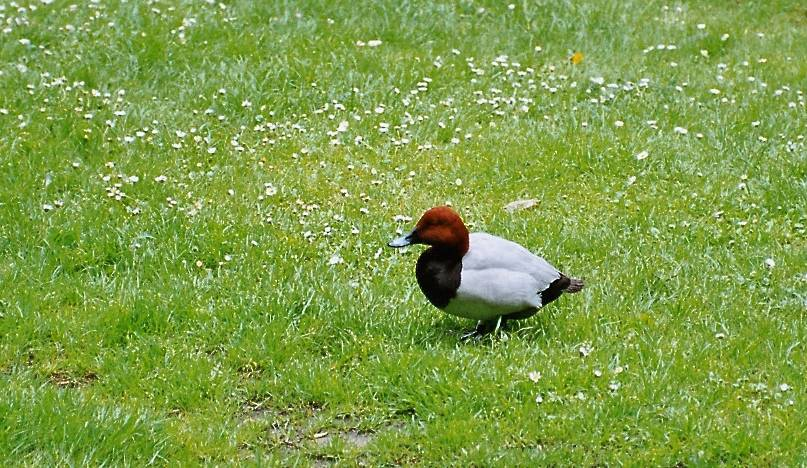
Tafeleend
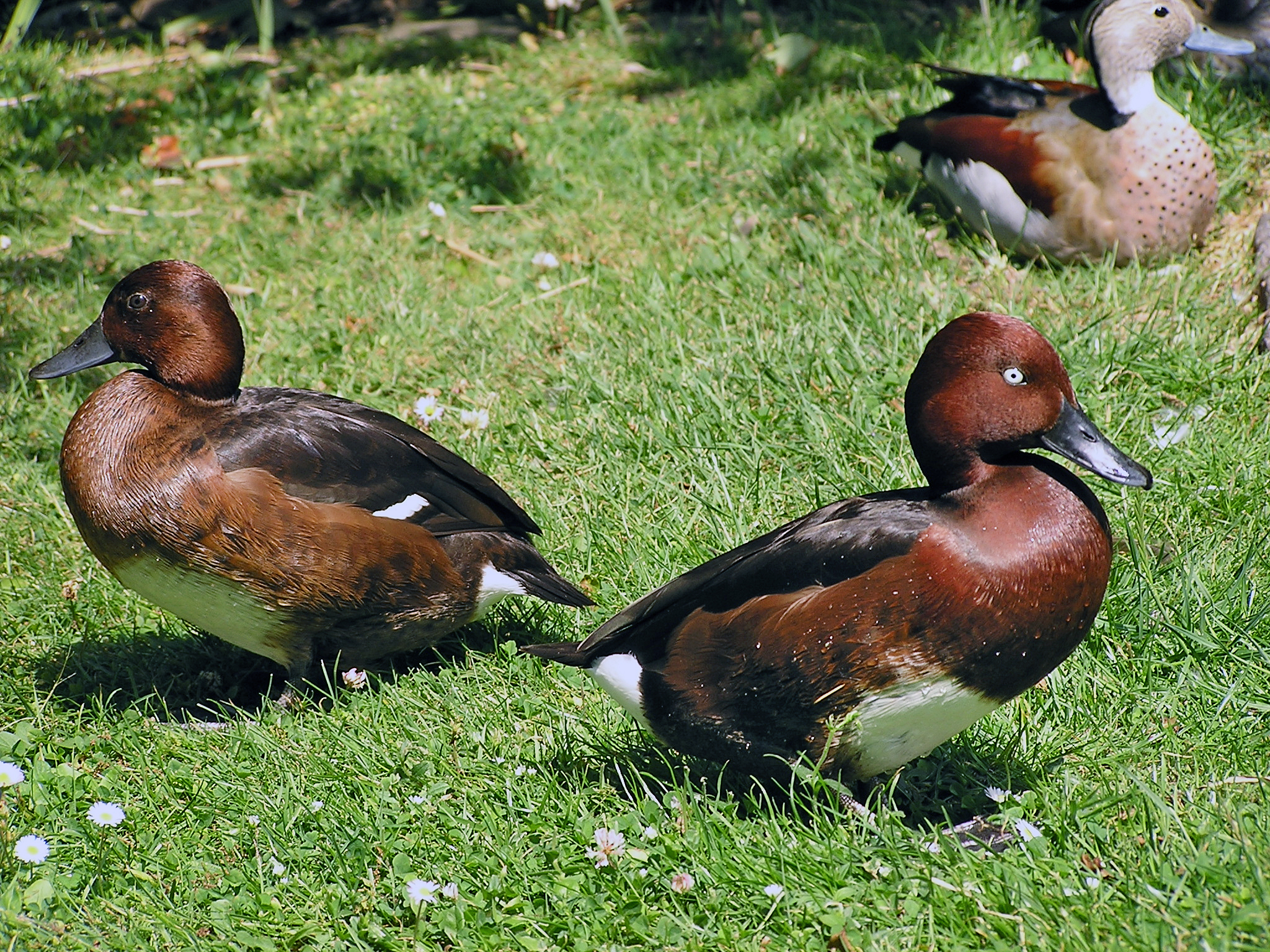
Witoogeend
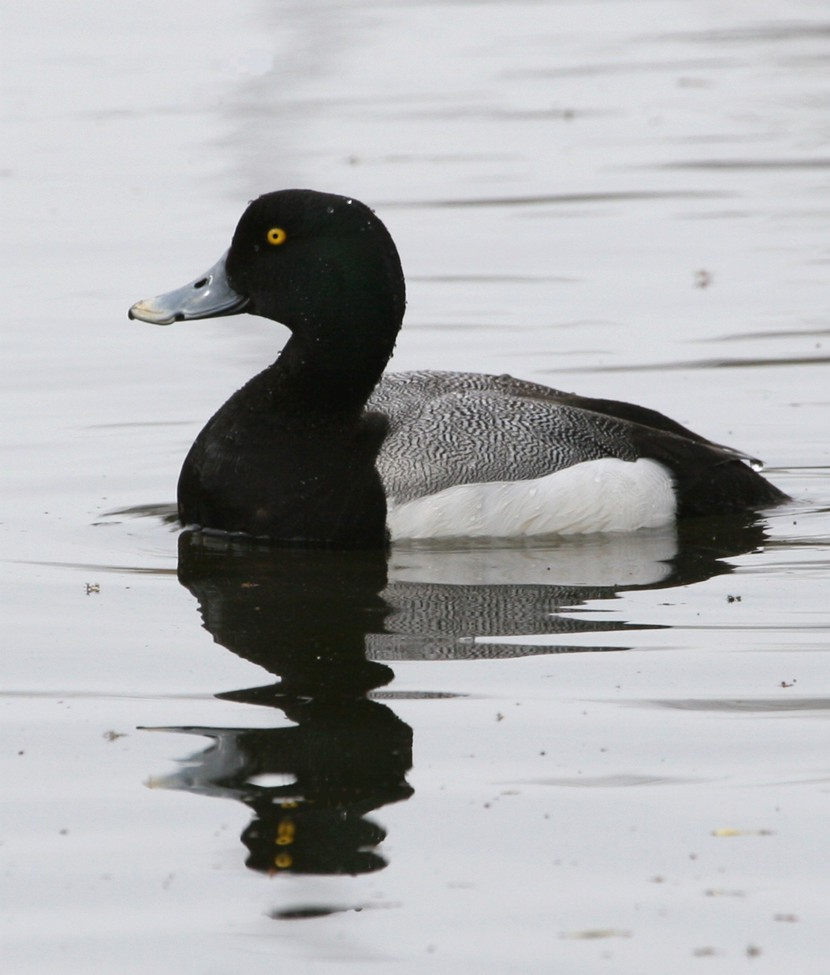
Topper
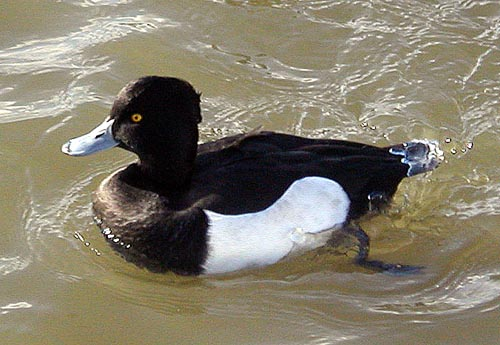
Kuifeend
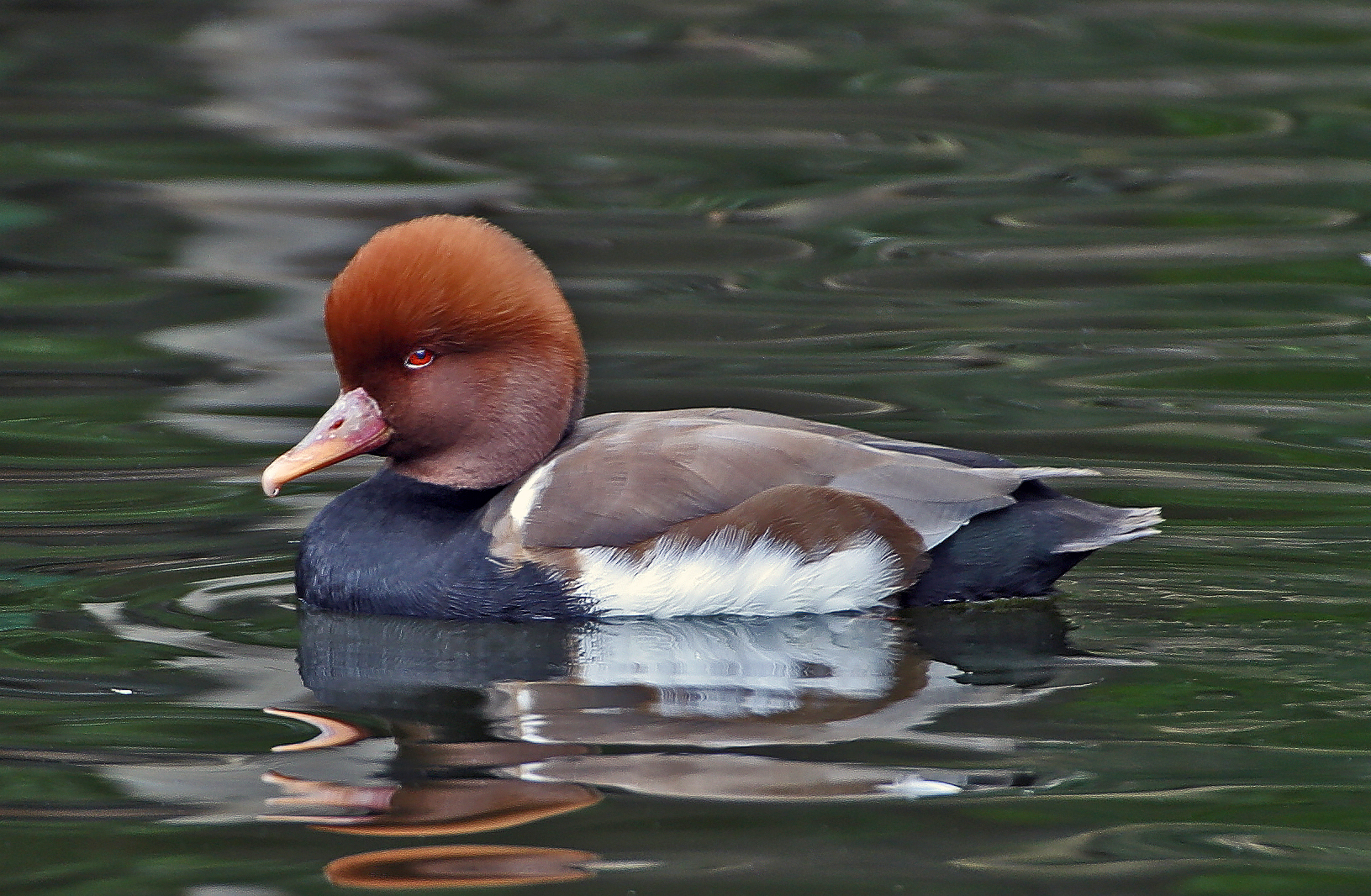
Krooneend

## Voedsel
Belangrijk voedsel vormen waterplanten, insecten, bodemdieren en vis. De eerste twee in de zomer, de laatste twee in de winter.
- De krooneend is de enige vegetariër onder de duikeenden. Hij eet bodemplanten, vooral kranswieren.
- In de broedtijd zijn waterinsecten van belang voor tafel- en kuifeend. Vooral voor hun opgroeiende kuikens. In de winter leven ze beiden uitsluitend van bodemdieren. In weke bodems zijn dat wormen, op hardere bodems schelpdieren. Vooral de driehoeksmossel is belangrijk voor de bij ons overwinterende duikeenden.

## Andere duikeenden
Er zijn veel meer vogels die duiken naar voedsel, bijvoorbeeld de Mergini ( eiders, zee-eenden, zaagbekken, etc.). Je kunt dus ook van hen zeggen dat het duikeenden zijn. Als we echter over de duikeenden spreken, bedoelen we alleen de duikeenden uit de Aythyini.
Grondeleenden (Anatini) · Duikeenden (Aythyini) · Lepelbekeenden (Malacorhynchini) · Zee-eenden, eiders, zaagbekken en verwanten (Mergini) · Stekelstaarteenden (Oxyurini)